# Sierra Maestra (banda)
Sierra Maestra es una banda Cubana que debutó en la Universidad de La Habana en 1976. Ellos buscaban revivir el sonido del clásico Son de los años 1920, venían desde la cordillera al este de Cuba, por lo cual llamaron así mismo al grupo "Sierra Maestra".
Sus miembros incluyen a Juan de Marcos González, después dejó el grupo para formar el grupo "Afro-Cuban All Stars" y Jesús Alemany, quién también dejó el grupo y formó "Cubanisimo". Ahora la banda sigue junta.
Tocaron en el Glastonbury Festival (Reino Unido) en 2008.

## Biografía
Los que componen Sierra Maestra son los guardianes del estilo tradicional de Cuba, el "Son cubano". Ellos creativamente preservaron la pegajosa música bailable y son uno sus mejores intérpretes en el estilo. Siempre populares para escuchar y bailar, ellos han tocado alrededor del mundo en clubes y festivales con mucha audiencia.
La banda ha tenido un papel muy significativo en la reciente explosión global de la popularidad de la música cubana. De hecho, su exlíder, Juan de Marcos González fue el hombre que creó Buena Vista Social Club al mismo tiempo con la banda.
Sierra Maestra han sido estrellas de la música cubana desde fines de los 1970's. Ellos fueron el primer grupo, y siguen siendo la mejor, de la era moderna en tocar al viejo estilo, con la alineación : tres, guitarra, trompeta, bongo, maracas, güiro y voz - como en los grandes días de la década de 1920 y 1930. Ellos han sido los pioneros en la reactivación, y ahora la redefinición de este estilo para las nuevas generaciones y reintroducirlo en la corriente principal de Cuba. Lo llamaron a sí mismos después de la sierra en la parte oriental de Cuba como un homenaje al lugar donde nació el Son.